# Rio Túria
O rio Túria ou Turia, chamado Guadalaviar no seu primeiro trecho até se juntar ao Alfambra,  é um rio da Espanha com 286 km de extensão, que atravessa o leste da Península Ibérica  Nasce na Muela de San Juan, município de Guadalaviar, nos arredores dos Montes Universales, Serra de Albarracín (Teruel) e deságua no Mar Mediterrâneo depois de passar pela cidade de Valência. 

## Nome
O nome latino Tūria (também atestado como Tyrius ) foi especulativamente conectado com a palavra de raiz celta  dubr- , ou seja, "rio".  O nome do rio teria assim uma raiz comum com o nome de outro grande rio na região, o Douro. Já na antiguidade o rio era denominado Tūria, em citações de autores como Caio Salústio Crispo; Plínio, o Velho; Pomponius Mela e Cláudio Ptolomeu.  
Talvez o nome seja de origem ibérica ou talvez fosse conhecido na época pré-romana como Tirio, tomando o nome da cidade ibérica Tiris, perto da sua foz, mas nunca foi localizada um mapa a que este topónimo alude. Rufus Festo Avieno, poeta latino do século  IV, escreve: "E não muito longe da separação deste rio, o rio Tirius circunda a cidadela de Tiris". 
O nome Guadalaviar (al wādī al-ʾAbyaḍ; rio branco) é usado desde o  século X  e é assim que atualmente se conhece seu primeiro trecho até a confluência com o rio Alfambra, na cidade de Teruel. A partir desta cidade, as águas do rio mudam de cor, tingidas pelas águas vermelhas do rio Alfambra. 

## Projeto de desvio
O rio é famoso por suas enchentes. A enchente que ocorreu em 14 de outubro de 1957, conhecida como a Grande Inundação de Valência, inundou grandes partes da cidade de Valência e causou muitos danos à vida e à propriedade. Para evitar que isso acontecesse no futuro, um projeto de desvio foi elaborado (Pla Sud em valenciano; Plan Sur em espanhol), concluído em 1969, e o rio foi dividido em dois nos limites ocidentais da cidade perto de Quart de Poblet. Durante as enchentes, a maior parte da água é desviada para o sul ao longo de um novo curso que contorna a cidade, até encontrar o Mediterrâneo. O antigo curso do rio foi transformado em um espaço verde central para a cidade, uma atração cultural conhecida como Jardim do Turia. 
Não muito diferente do Rio Los Angeles, o canal de desvio artificial ao sul da cidade é frequentemente encontrado seco, já que a água flui principalmente durante períodos de inundação. Sob taxas de fluxo normais, a água é direcionada através de canais de irrigação para ajudar a cultivar a planície fértil de Valência. Ao longo da história, a água do Rio Turia foi usada para irrigar a região. Nos tempos modernos, uma rede complexa de irrigação foi criada, com o eixo principal centrado no projeto de desvio. Além da irrigação, esses canais também levam o escoamento e o excedente de água do Turia para os pântanos ao redor de Valência. 

## Atrações ao longo do antigo percurso
O antigo leito do rio é agora um parque verdejante e submerso que permite que ciclistas e pedestres atravessem grande parte da cidade sem o uso de estradas. O parque, chamado de Jardim do Turia (em espanhol Jardín del Turia), ostenta vários lagos, caminhos, fontes, flores, campos de futebol, cafés, obras de arte, paredes de escalada, uma pista de atletismo, um jardim zen e muito mais. As muitas pontes transportam o tráfego através do parque.  
Em direção ao extremo leste do curso do rio do parque fica o Palácio da Música Valenciana (el Palau de la Música Valenciana ). Também em direção ao extremo leste fica o Parque Gulliver, um parque de aventuras para crianças com um enorme modelo de fibra de vidro de Lemuel Gulliver amarrado ao chão com cordas. O modelo é construído de forma que as cordas sejam escaláveis. Além disso, as roupas de Gulliver formam escorregadores e escadas para brincar. 
Marcando o extremo leste do parque está o complexo arquitetônico e cultural neofuturista de Valência, a Cidade das Artes e das Ciências, com a casa de ópera Palau de les Arts Reina Sofia, um cinema, o panetarium L'Hemisfèric, o museu de ciências Museu de les Ciènci Príncipe Felipe , e um parque oceanográfico A Oceanográfica. 

Duas estações do Metrovalencia ficam abaixo do leito do rio, com entradas em cada margem: Túria e Alameda.

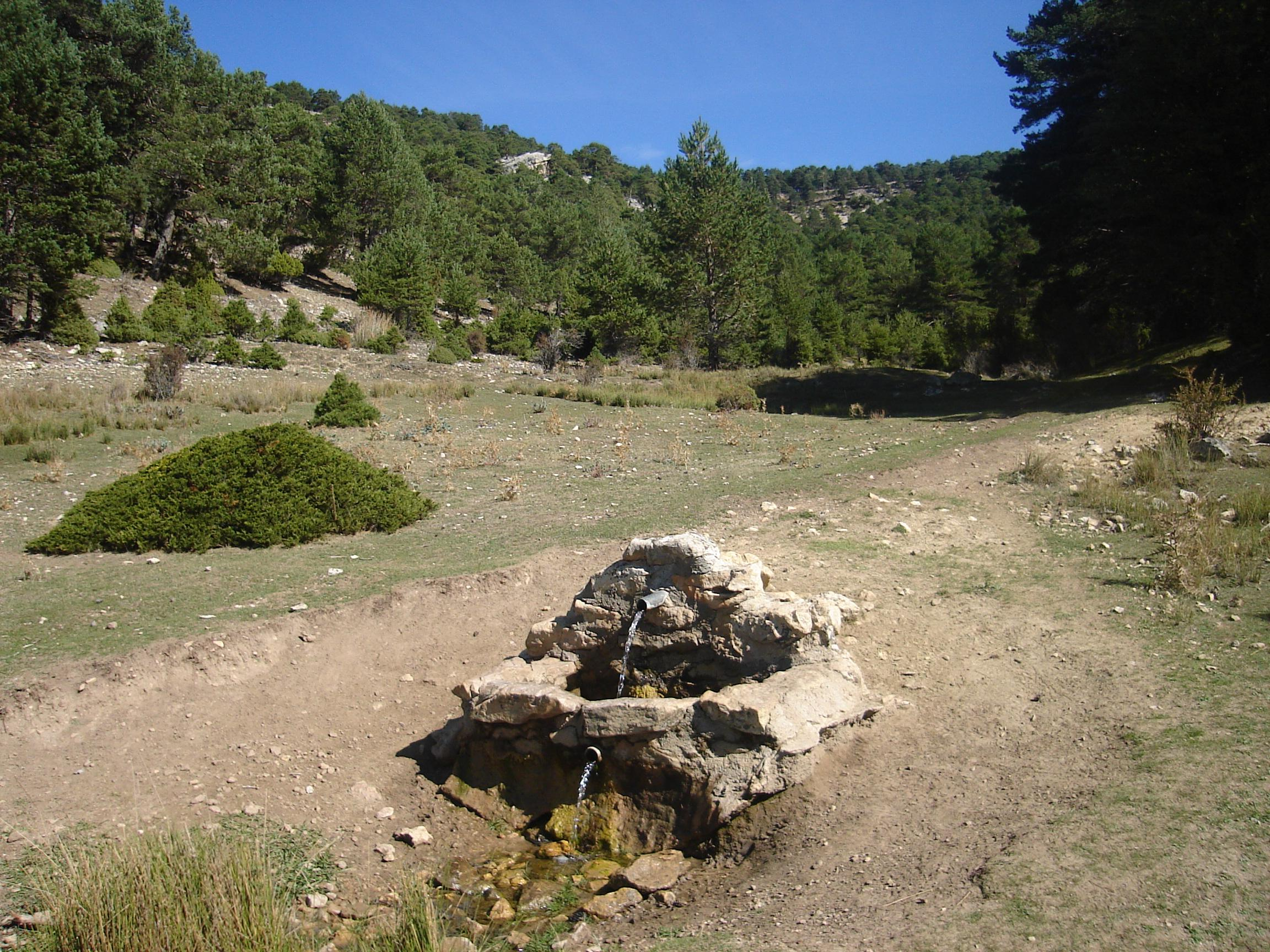
Nascente do Rio Turia, conhecido como Guadalaviar, nos Montes Universais
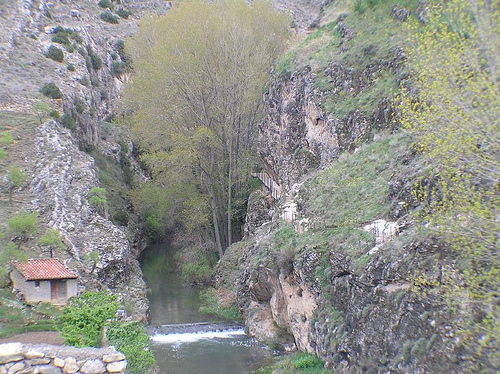
Vista do rio passando pelas montanhas de Albarracín .